# Meteorus yanagiharai
Meteorus yanagiharai är en stekelart som beskrevs av Jinhaku Sonan 1940. Meteorus yanagiharai ingår i släktet Meteorus och familjen bracksteklar. Inga underarter finns listade i Catalogue of Life.